# المكاوعة (عبس)

تعديل مصدري - تعديل

المكاوعة هي إحدى قرى عزلة بني حسن بمديرية عبس التابعة لمحافظة حجة، بلغ تعداد سكانها 471 نسمة حسب تعداد اليمن لعام 2004.